# ZKG International
ZKG Cement Lime Gypsum (Zement Kalk Gips) ist eine internationale Fachzeitschrift für die gesamte Zement- und Bindemittelindustrie und deren Zulieferer aus dem Maschinen- und Anlagenbau. Das in 10 Ausgaben erscheinende Magazin liefert Fachartikel in englischer Sprache. ZKG Cement Lime Gypsum ist das offizielle Organ des Bundesverbandes der Deutschen Kalkindustrie und des Bundesverbandes der Gipsindustrie. ZKG Cement Lime Gypsum erscheint im Bauverlag BV GmbH, Gütersloh.

## Inhalt
Internationale Fachbeiträge zu stofflichen Grundlagen von Zement, Kalk und Gips, Gewinnungs- und Aufbereitungsverfahren, thermischen und mechanischen Prozessen sowie Produktionssteuerung/Leitsysteme und Qualitätskontrolle sind redaktioneller Schwerpunkt. Zusätzlich wird über Innovationen, Unternehmen, Messen, Fachveranstaltungen, Sachbücher und Personalien berichtet.